# Paços da Serra
Paços da Serra é uma povoação portuguesa sede da Freguesia de Paços da Serra do Município de Gouveia, freguesia com 10,4 km² de área e 502 habitantes (censo de 2021), tendo, por isso, uma densidade populacional de 48,3 hab./km²
Pertenceu ao concelho de Santa Marinha até 1839 quando passou para o (atual município) de Gouveia.

## Demografia
A população registada nos censos foi:
| Distribuição da População por Grupos Etários | Distribuição da População por Grupos Etários | Distribuição da População por Grupos Etários | Distribuição da População por Grupos Etários | Distribuição da População por Grupos Etários |
| -------------------------------------------- | -------------------------------------------- | -------------------------------------------- | -------------------------------------------- | -------------------------------------------- |
| Ano                                          | 0-14 Anos                                    | 15-24 Anos                                   | 25-64 Anos                                   | > 65 Anos                                    |
| 2001                                         | 107                                          | 107                                          | 346                                          | 166                                          |
| 2011                                         | 63                                           | 69                                           | 301                                          | 168                                          |
| 2021                                         | 57                                           | 33                                           | 242                                          | 170                                          |

## Património
- Capela da Senhora das Virtudes
- Capela da Senhora do Amparo
- Capela do Senhor do Calvário
- Igreja de São Miguel
- Casa das Cruzes
- Casa do Oitro
- Casa Grande
- Lagar das Barreiras[6]
- Solar dos Caldeira Cabral